# Santa Maria Scala Coeli
Santa Maria Scala Coeli ("Santa Maria da Escada para o Céu") é uma igreja de Roma localizada na Abadia das Três Fontes, no quartiere Ardeatino de Roma. O nome da igreja é uma referência à visão que São Bernardo teve quando esteve na cripta. Enquanto rezava, ele viu as almas dos mortos entrando no céu por meio de uma escada. Acredita-se tradicionalmente que tenha sido construída no local onde São Paulo ficou preso antes de seu martírio na Via delle Tre Fontane, em Roma.  
A atual igreja foi construída por Giacomo della Porta sobre uma outra mais antiga. Na escadaria ainda podem ser vistos inscrições e desenhos arranhados na pedra, provavelmente informações deixadas pelo arquiteto aos pedreiros. A igreja abriga mosaicos de Francesco Zucca.
Uma antiga tradição conta que 10 000 escravos cristãos que morreram na construção dos Banhos de Diocleciano estão enterrados na cripta e são venerados como "São Zenão (apesar de suas relíquias terem sido levadas para Santa Prassede no século IX) e companheiros". Alguns dos escravos deste projeto provavelmente estão de fato enterrados ali, mas 10 000 parece ser um exagero.
A igreja pertence hoje ao mosteiro trapista das Três Fontes. Ele já era utilizado pela comunidade romena ortodoxa antes de novembro de 2002 quando, para marcar a visita de Teoctisto, patriarca da Romênia, o papa São João Paulo II oficialmente a concedeu aos romenos. Antes disto, eles se reuniam na Capela de Nossa Senhora de Genezano, na Via Cavour, que já estava pequena demais.